# Admetella longipedata
Admetella longipedata är en ringmaskart som först beskrevs av McIntosh 1885.  Admetella longipedata ingår i släktet Admetella och familjen Polynoidae. Inga underarter finns listade i Catalogue of Life.